# Pesche (Couvin)
Pour les articles homonymes, voir Pesche.
Pesche (en wallon Peche) est une section de la ville belge de Couvin située en Région wallonne dans la province de Namur. Le sobriquet des habitants est les « poires » . C'était une commune à part entière avant la fusion des communes de 1977.
Pesche se trouve sur le territoire du Parc national de l'Entre-Sambre-et-Meuse (ESEM).

## Toponymie

### Origine du nom
Pesche provient probablement du latin Pascuus signifiant prairie, pâturage.
En 789 on écrit Pesco, 1147 Peis, 1182 Peys et Peix, 1287 Peis, 1301 Peise, 1308 Peez, 1314 Peiz et Peyk, 1323 Peische et Peiscke, 1377 Peches, 1504 Pesche, 1581 Pesche puis Pesches, 1605 Pesches, 1616 Peische et Pesche, 1640 Pesches, 1665 Peisch et Peischeu, 1789 Pesche, 1800 Pesche, 1850 Pesches et depuis 1922 Pesche.

## Géographie
Le village est à cheval sur la Calestienne (au nord, sol calcaire) et l'Ardenne (au sud, sol gréseux). Les forêts ardennaises débutent dans sa partie méridionale. Cette partie est arrosée par l'Eau Noire, un affluent du Viroin. Le point culminant du village se nomme « La Butte » et atteint 317 m ; ce fut probablement un observatoire stratégique sous la Première République pendant la période française.

## Évolution démographique
- Source: DGS, 1831 à 1970=recensements population, 1976= habitants au 31 décembre
- 1880: Scission du Brûly-de-Pesche en 1867

## Histoire
Avant la révolution française, le village faisait partie de la Principauté de Liège. Sa date de fondation est inconnue mais on retrouve son nom dans un parchemin daté de 790 PCN et qui est un testament en faveur des moines de Saint-Germain des Près qui vendront les terres en 1093 au Prince-évêque. Il semble qu'une partie du village passe aux mains des chanoines du chapitre de Chimay en même temps que Dailly en 887. Aucune commune belge ne peut s'enorgueillir de posséder un acte original qui la mentionne à une époque aussi éloignée.
A la fin du XIIIe siècle, la seigneurie dépend de la famille de Rumigny-Florennes et passe par le jeu des  alliances au duc de Lorraine, puis aux Ghoër (avec dans la région, Cerfontaine et Surice), aux Millendonck et finalement aux Croÿ.
En 1867, un de ses hameaux, le Bruly-de-Pesche, est constitué en village. La superficie de Pesche passe ainsi de 2 100 hectares à 956 hectares.
En 1914, malgré 11 appelés (dont Louis Dromelet, le plus jeune capitaine (20 ans) de l'armée belge (17e Régiment de Ligne)), le village ne compta aucune victime.
En 1940, le village perdit 2 de ses habitants sur le front et un V1 tomba dans la rue principale (rue Célestin Denis) au numéro 57 chez Joseph et Imelda Bastin, blessant quelques personnes, dont Jules Bastin et Guy Bastin détruisant 2 maisons et en endommageant quelques autres. Mais l'évènement le plus important demeure la venue d'Adolf Hitler qui installa pour quelque temps son GQG dans le hameau du Brûly-de-Pesche.
La maison du Bailly (1574) et la chapelle Notre-Dame de Bonnes Pensées (1646) sont les 2 monuments classés du village.
Au centre, il reste les vestiges d'une tour du château seigneurial et son ancienne basse-cour est plus ou moins préservée dans son ensemble. L'église fut construite en 1757 et est consacrée à Saint-Hubert. Derrière celle-ci se trouve le couvent des Filles de Marie.
Un ancien président du Guatemala (Óscar Berger) est en ligne directe un descendant d'émigrés partit de Pesche vers 1844.

## Les seigneurs de Pesche
Liste incomplète
- Guillaume, Chevalier de Peis (avant 1147)
- Jean de Peis, Chevalier (1180)
- Walther de Pesches, Chevalier (1225) avec un fils du même nom
- Roger de Pesches, Chevalier (1269)
- Alard (ou Allard)(† vers 1320), chevalier, seigneur de Peis (1287), Maréchal de l'évèché de Liège (1304-1308), Mambour de la Principauté de Liège (1308-1312; 1314)[6],[7], issu de la branche cadette des Rumigny, fait partie des signataires de la Paix de Fexhe[8] (1316), sans postérité, la terre de Pesches rentre à son décès sous l'autorité de la branche aînée des Rumigny et aura donc les mêmes seigneurs que Florennes du XIIIe au XIVe siècle (barons de Rumigny-Florennes).
- Mathieu de Lorraine, Chevalier, seigneur de Pesches (1323), fils puiné de Thibault, Duc de Lorraine et d'Isabelle, dame de Florennes et de Rumigny, probablement sœur d'Alard de Pesches; épouse Mathilde, fille de Robert de Béthune, Comte de Flandre, sans postérité.
- Jean († 1390), Duc de Lorraine, neveu de Mathieu de Lorraine, à partir de ce moment, Pesches est administré par un bailly jusqu'en 1556.
- Jean de Vaudémont, arrière-petit-fils de Jean Ier de Lorraine.
- Claude de Vaudémont (1556), baron de Pesches, fils de Jean de Vaudémont, époux d'Anne de Lyoncourt

De 1556 à 1594, la baronnie de Florennes est démembrée et la baronnie de Pesches (avec comme dépendances : Surice, Cerfontaine, Romedenne et une partie d'Aublain) est créée. La baronnie de Florennes revient à Renée de Vaudémont épouse du comte Jean de Glymes et la baronnie de Pesche à sa sœur cadette Barbe.
- Henri de Ghoor († 1579) devient baron de Pesches (1569) par alliance avec Barbe de Vaudémont fille héritière de Claude de Vaudémont
- Claude-Herman de Ghoor, baron de Pesches, meurt à la bataille de Gembloux (31 janvier 1578) par une explosion de poudre à canon, fils d'Henri de Ghoor.
- Herman-Thierry de Milendonck, baron de Pesches par alliance avec Françoise de Ghoor, sœur et héritière de Claude-Herman de Ghoor.
- Hans Kraft de Milendonck, baron de Pesches (1607), il épouse en mai 1607 Agnès de Marbais (fille d'Arnould de Marbais, seigneur de Loverval, grand bailli de Sambre-et-Meuse) qui mourut en couches à la fin de la même année. Il se remaria en 1612 avec Marguerite de Joyeuse, fille de Claude, comte de Grandpré. Il décède à Liège au cours d'un duel vers 1616[9]
- Claude-Herman (1613- † 1658), comte de Milendonck, baron de Pesches, fera bâtir la Chapelle Notre-Dame de Bonnes Pensées en 1646 à la suite de la réconciliation avec son oncle Adolphe de Milendonck. Celui avait usurpé sa place et accaparé ses biens, après qu'il fut déclaré mort à la bataille de Leipzig sous les ordres de Jean t'Serclaes. À son retour, celui-ci ne parvint à récupérer son patrimoine qu'après un long procès[10]. Il épouse le 2 janvier 1635 Marie de Failly, fille de Jean, seigneur de Bernissart.
- Louis Herman François, comte de Milendonck, baron de Pesches (1683)
- Philippe-Alexandre-Emmanuel de Croÿ (1676 - † 1723), prince de Solre et de Croÿ, baron de Pesches (1716) par mariage en 1716 avec la comtesse Marie-Louise de Milendonck (1691 - † 23 août 1768) (dite aussi Marguerite de Milendonck), héritière de la baronnie de Pesches.
- Emmanuel de Croÿ (1718 - † 1784), duc de Croÿ, prince de Solre, baron de Pesche
- Auguste Louis Philippe Emmanuel de Croÿ…

## Patrimoine et culture

### Patrimoine architectural
- Eglise Saint-Hubert. Construite en 1756 et 1757 et consacrée le 17 juin 1766 par Charles Antoine de Grady, évêque de Liège. L'église est de style classique[11].
- Ferme de la Basse-Cour, rue Basse-Cour. Ancienne ferme du château datant de la 2e moitié du XVIIe siècle[12].
- La maison du Bailli (ancienne maison communale), place. Résidence construite par Toussaint de Robaulx, bailli de Pesche de 1574 à 1618 date de sa mort, et passe ensuite à ses descendants qui occupèrent le même poste jusqu'à la Révolution française[13].
- Chapelle Notre-Dame de Bonne-Pensée, rue Noiret. Edifice construit en 1646 par Claude Herman, comte de Milendonck, seigneur de Pesche[14].
- Chapelle Saint-Roch, rue Saint-Roch. Petit édifice du début du XVIIIe siècle[14].

### Culture
La fête annuelle a lieu le dernier week-end d'août.

## Enseignement
L'école secondaire du village (l'Institut Sainte-Marie) se trouve dans l'enceinte du couvent des Filles de Marie.

## Galerie

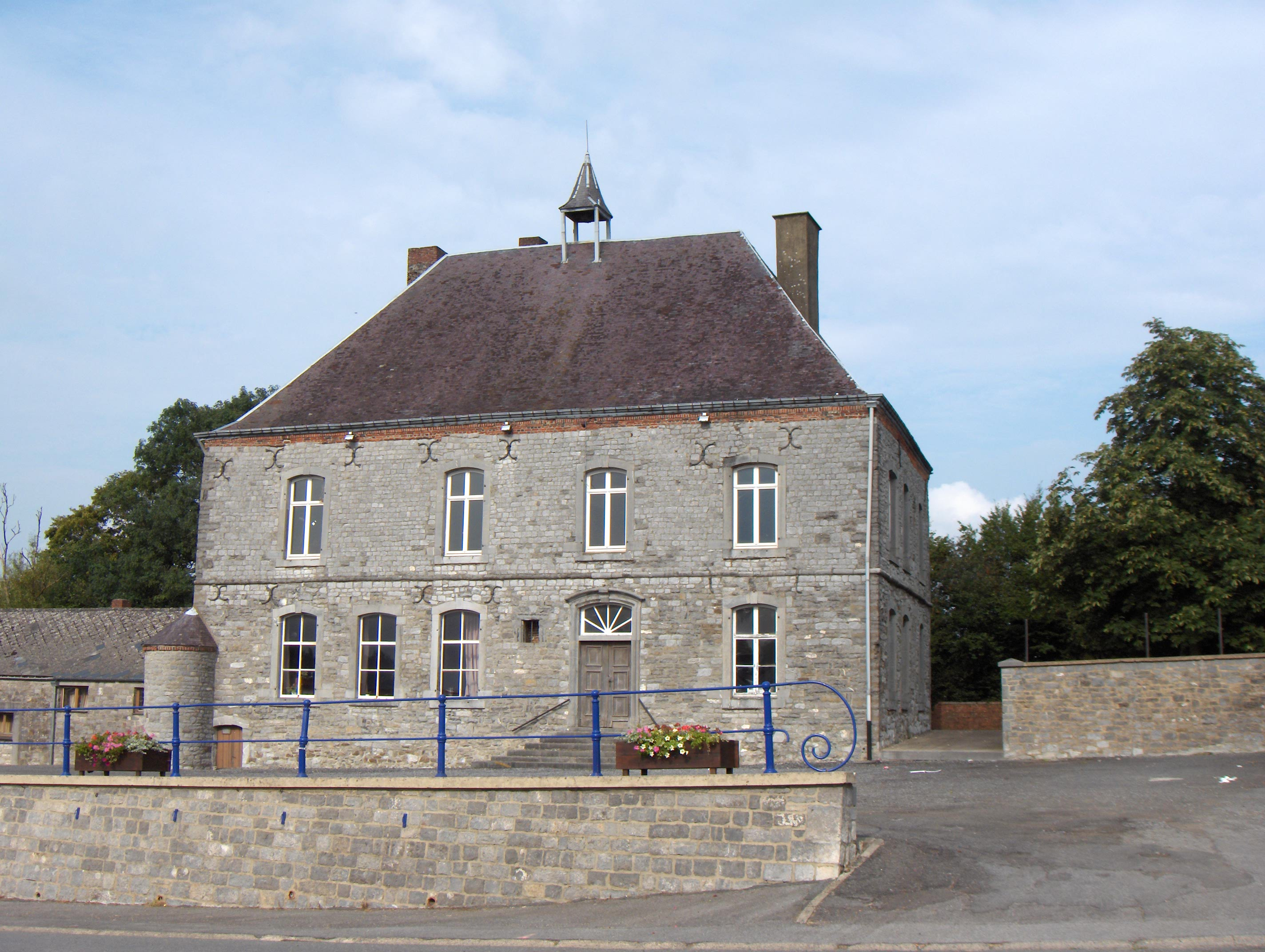
La maison du Bailly, ancienne maison communale.
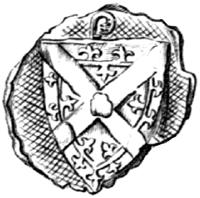
Sceau d'Allard de Pesches.

## Sport et vie associative
Le village compte comme association : une jeunesse, un club de foot, un club de balle pelote, 2 groupes de 3x20, un comité des fêtes, un club de jogging, une ACRF et l'unité scoute Saint-Hubert (7e Thiérache)